# Номерні знаки Габону

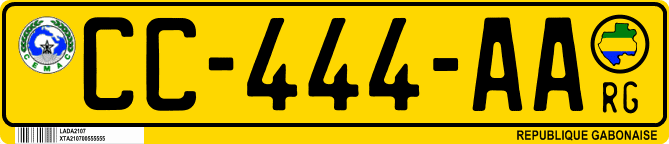
Регулярний номер зразку 2013 р.

КодГабону для міжнародного руху ТЗ — (G). З 2002 року на номерних знаках використовується сполучення RG.

## Регулярні номерні знаки 2013 року
Чинну схему регулярних номерних знаків Габону запроваджено в 2013 році. Ця схема копіює французьку схему SIV зразку 2009 року та має формат АБ-123-ВГ, де АБ-ВГ — серія, 123 — номер. Регулярні пластини мають жовте тло з чорними знаками. В лівому верхньому куті пластини розташовано емблему Центральноафриканського економічно-валютного співтовариства (СЕМАС), в правому боці пластини в колі розташовано зображення мапи країни у кольорах державного прапору, під яким розташовано код RG. Регіональне кодування відсутнє.

## Регулярні номерні знаки до 2013 року

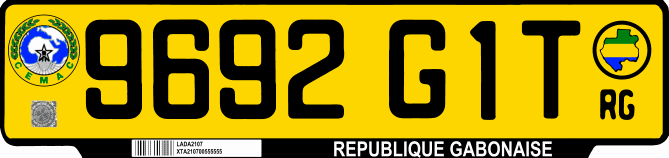
Попередня версія регулярного номера

До 2013 року видавалися номерні знаки формату 1234G5A, де 1234 — номер, G — покажчик Габону, 5 — код регіону, А — серія. Регулярні пластини мали жовте тло з чорними знаками. В лівому верхньому куті пластини було розташовано емблему Центральноафриканського економічно-валютного співтовариства (СЕМАС), в правому боці пластини в колі було розташовано зображення мапи країни у кольорах державного прапору, під яким розташовувався код RG.

### Регіональне кодування до 2013 року
- G1 — Естуаре
- G2 — Верхнє Огове
- G3 — Середнє Огове
- G4 — Нгуні
- G5 — Ньянга
- G6 — Огове-Івіндо
- G7 — Огове-Лоло
- G8 — Приморське Огове
- G9 — Волю-Нтем

## Інші формати

### Таксі
Номерні знаки для таксі мають чорні символи на білому тлі та формат, аналогічний регулярному.

### Військовий транспорт
Номерні знаки військових формувань мають формат 123456, білі символи на чорному тлі. В лівому боці пластини нанесено логотип формування. Перша цифра, за французьким звичаєм, означає вид військового формування.

### Дипломатичні номерні знаки
Номерні знаки дипломатів мають білі символи на зеленому тлі та формат 123CD45, де 123 — код країни або міжнародної організації, CD — покажчик дипломатичного персоналу, 45 — номер.

#### Тимчасовий імпорт
Номерні знаки для співробітників іноземних неурядових організацій мають білі символи на червоному тлі та формат 1234ITA, де 1234 — порядковий номер, ІТ — покажчик тимчасового імпорту, А — серія.